# Винер, Чарльз
Чарльз Уильям Винер (Charles William Viner; 1812 — 14 марта 1906) — британский филателист, который был одним из основателей Филателистического общества Лондона, позже ставшего Королевским филателистическим обществом Лондона, и который присутствовал на первом собрании общества 10 апреля 1869 года, и был его секретарём с 1871 года по 1874 год. В посвящённом ему некрологе в «Лондонском филателисте» (The London Philatelist) он был назван «отцом филателии», а в другом источнике о нём написали как о старой гвардии (vieille garde) филателии, активно собиравшем и писавшем о почтовых марках с 1860 года. В 1921 году он был внесён в «Список выдающихся филателистов» в качестве одного из основателей — «отцов филателии».

## Ранний период
По данным Фреда Мелвилла, Винер заинтересовался филателией примерно в 1855 году, когда подруга попросила его помочь ей составить указатель почтовых марок мира, но Винер начал собирать собственную коллекцию только в 1860 году. Однако он заметил в 1882 году , что увидел свою первую коллекцию в 1854 году, которая была основана на более ранней коллекции, принадлежавшей некоему Скейлзу (Scales). Как говорят, Винер сказал в 1889 году: «Я помню, что пересчитывал свои марки с большим ликованием, когда их число достигло ста» и «я видел некоторые коллекции, насчитывавшие двести-триста марок и слышал об одной коллекции, насчитывавшей пятьсот марок. В основном встречались гашеные экземпляры, но я припоминаю одну коллекцию, в которой было много негашеных марок Неаполя, Сицилии, Тосканы и другие итальянских государств, приобретенных в нескольких их почтовых отделениях неким юным путешественником».

## Филателистическая литература
Винер помогал Маунту Брауну в составлении его каталога и в течение четырёх лет с 1863 года редактировал «Stamp Collector’s Magazine», где публиковались дополнения к каталогу Брауна и многочисленные статьи самого Винера. Страницы журнала содержат ряд оживлённых, но беззлобных дискуссий между Винером и Аделаидой Люси Фентон, ещё одним из первых филателистов.
Винер перевел и опубликовал труд «Postage Stamps Illustrated — A General Nomenclature of Every Postage Stamp and Facsimiles of All Types issued up to the present time in the Different Countries of the World 1840—1864» Ж.-Б. Моэна. В 1865 году Винер стал составителем «Альбома и каталога почтовых марок» (Postage Stamp Album and Catalogue) Эдварда Оппена и издал 24 выпуска до 1891 года. Он был также редактором «The Philatelist» с 1866 года по 1876 год.